# Repüléstan

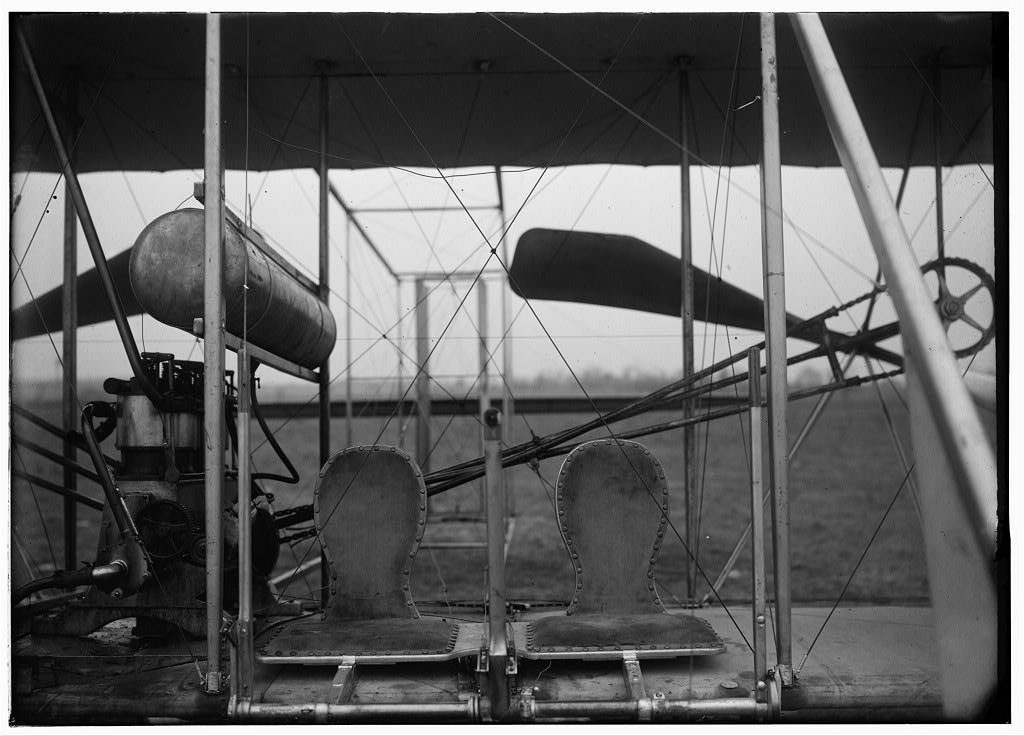
A Wright-fivérek repülőgépén lévő pilóta-, és utas ülés

A repüléstan (latin eredetű szóval aviatika) a mérnöki tudomány azon ága, amely repülő szerkezetek (például repülőgép, űrhajó, léghajó) tervezésével, építésével és a repülés elméletével foglalkozik. A repüléstan többek között az alábbi területeket fedi le:
- Aerodinamika – a tárgyak körüli (például szárny), illetve a tárgyakon áthaladó (például szélcsatorna) áramlások tanulmányozásával foglalkozik (áramlástan). Lásd még: felhajtóerő, aeronautika.
- Meghajtástudomány – egy jármű levegőben vagy légüres térben való elmozdításához az energiát belsőégésű motorok, sugárhajtóművek vagy rakétahajtóművek szolgáltatják. Lásd még: propeller, űrhajó-meghajtás.
- Repülésdinamika – a járművek megfelelő helyzetbe való manőverezés tudománya. Lásd még: asztrodinamika.
- Szerkezettan – a repülés alatt fellépő erőknek megfelelő jármű fizikai felépítésének tudománya. A repülésszerkezettan nagy jelentőséget tulajdonít a kialakított szerkezetek alacsony tömegének.
- Anyagtan – a szerkezettanhoz kapcsolódó tudományág. A repüléstannak szüksége van olyan anyagokra, amelyekből repülő szerkezeteket lehet építeni. Nagyon pontos tulajdonságú új anyagokat fejleszt ki, vagy pedig egy már létező anyag tulajdonságait javítja fel.
- Aeroelaszticitás – az aerodinamikai erők és a szerkezeti hajlékonyság kölcsönhatása, amely szárnyrezgéshez vagy elhajláshoz is vezethet.

A fentiek nagy része az elméleti matematikát veszi alapul – ilyen például a áramlástan vagy pedig a repülésdinamikai egyenletek. Mindemellett a tudományág jelentős tapasztalati alapokra is támaszkodik, amelyeket méretarányos makettekkel illetve prototípusokkal való kísérletezés során állapítottak meg szélcsatornákban vagy akár a szabad levegőn. A számítástechnika legújabb vívmányainak köszönhetően a folyadékok és gázok áramlását már számítógépen is lehet modellezni, így jelentősen csökkenthető a szélcsatornás kísérletekre fordított idő és pénz.
A repüléstan emellett foglalkozik még a légi jármű összes alkatrészével (elektromos, távközlési, hőmérsékletszabályozási, és egyéb alrendszerekkel), illetve a jármű élettartamát befolyásoló tényezőkkel (tervezés, hőmérséklet, nyomás, sugárzás, sebesség stb.).

## További  információk
- Repülőszimulátor.lap.hu - linkgyűjtemény
- Repülés- és áramlástani hírek